# Microsemi
Microsemi (NASDAQ: MSCC) war ein US-amerikanischer Hersteller von Halbleitern mit Sitz im kalifornischen Aliso Viejo. Die Firma war im NASDAQ gelistet unter dem Kürzel MSCC.

## Geschichte
Das Unternehmen wurde 1959 als Micro Semiconductor in Culver City (Kalifornien) von Arthur Feldon und Steve Manning gegründet. Zehn Jahre später fusionierte es mit der Investmentfirma Standard Resources Corporation.
1971 kam Philip Frey Jr. von Teledynes Halbleiterabteilung als CEO, eine Funktion, die er dann 25 Jahre innehatte.
Zu jener Zeit erzielte das Unternehmen einen Umsatz von ca. 500.000 USD, hauptsächlich mit Rüstungsprodukten. In den Folgejahren wurde durch Diversifikation der Militäranteil reduziert. Bei einem Umsatz von ca. 150 Mio. USD betrug er im Jahr 1996 noch ca. 30 %.
Der Name des Unternehmens wurde 1983 zu Microsemi geändert.
1999 übernahm Microsemi den Halbleiterhersteller Linfinity Microelectronics, deren CEO Jim Peterson Ende 2000 der Nachfolger von Frey als CEO wurde.
Im Oktober 2013 wurde die kalifornische Elektronikfirma Symmetricom von Microsemi übernommen.
Im November 2015 übernahm Microsemi für 2,5 Mrd. USD PMC-Sierra.
2016 stellte Microsemi mit dem Microsemi Ocelot einen System-on-a-Chip (SoC) für Netzwerk-Anwendungen auf Basis der MIPS-Architektur vor.
Im März 2018 gab Microchip Technology die Absicht bekannt, Microsemi für ca. 8,35 Milliarden Dollar zu übernehmen. Der Abschluss der Übernahme wurde bereits im Mai 2018 bekanntgegeben.

## Produkte

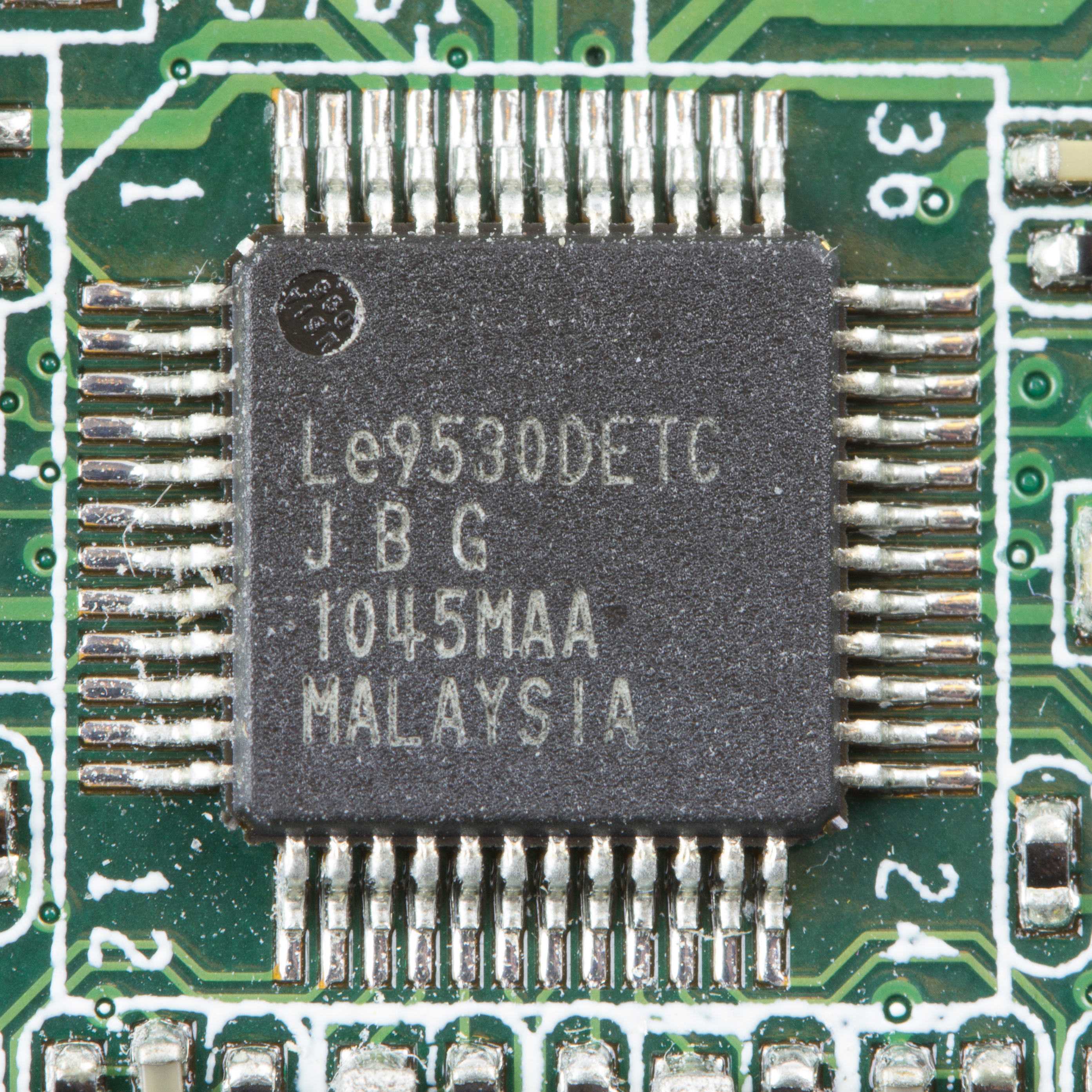
Microsemi Le9530 in einem Cisco-Systems-Kabelmodem

Microsemi stellt Mixed-Signal ICs, FPGAs, SoCs und ASICs her, u. a. strahlungsfeste Bauteile für Luftfahrt und militärische Anwendungen.